# Aqualin (Spiel)
Aqualin ist ein Legespiel des italienischen Spieleautors Marcello Bertocchi für zwei Personen. Das Spiel erschien 2020 beim Verlag Kosmos Spiele wurde in Deutschland in der Serie Für 2 Spieler veröffentlicht. Die Spieler versuchen in dem Spiel möglichst große Schwärme von Meerestieren zu bilden, wobei ein Spieler die Schwärme nach Tierart und der andere nach Farbe bilden muss.

## Thema und Ausstattung
Bei dem Spiel handelt sich um ein Legespiel, bei dem die beiden Mitspieler versuchen, möglichst große Schwärme aus farbigen Legesteinen mit verschiedenen Tierarten zu bilden. Während ein Spieler versucht, Schwärme aus gleichen Tierarten zu bilden, möchte der andere alle gleichfarbigen Tiere in einem Schwarm zusammenbringen. Je größer ein Schwarm ist, desto mehr Punkte ist er wert. Gewinner ist der Spieler, der am Ende die meisten Punkte hat.
Das Spielmaterial besteht neben der Spieleanleitung aus einem Spielplan mit einem quadratischen Raster aus 6×6 Feldern und 36 Legesteinen, auf denen je sechs verschiedene Tierarten in je sechs Farben dargestellt sind.

## Spielweise
Zur Spielvorbereitung wird der Spielplan in der Tischmitte platziert. Die Legesteine werden verdeckt gemischt und ebenfalls in der Tischmitte ausgebreitet. Danach werden sechs Spielsteine umgedreht und bilden entsprechend eine offene Auslage. Die Spieler entscheiden, wer die Plättchen nach Tierarten und wer sie nach Farbe sortieren muss, danach wird ein Startspieler bestimmt.
Die Spieler haben, beginnend mit dem Startspieler, jeweils abwechselnd einen Zug. Der aktive Spieler kann in seinem Zug zuerst einen bereits ausliegenden Stein so weit wie gewollt in gerader Linie horizontal oder vertikal verschieben. Danach nimmt er einen der ausliegenden Steine und platziert ihn an auf einem beliebigen Feld auf dem Spielplan. Zuletzt dreht er einen verdeckten Spielstein um, sodass die Auslage wieder aus sechs Steinen besteht. Durch das Verschieben und Auslegen versuchen beide Spieler, jeweils möglichst große Schwärme von Tieren der gleichen Art oder der gleichen Farbe zu bilden. Ein Schwarm ist dabei eine Gruppe horizontal oder vertikal zusammenhängender Spielsteine mit der gleichen Farbe oder der gleichen Tierart.
Das Spiel endet, wenn alle Legesteine auf dem Spielplan platziert wurden. Danach werden die Schwärme gewertet, wobei Schwärme von 2 Steinen einen Punkt, Schwärme von 3 Steinen drei Punkte, Schwärme von 4 Steinen sechs Punkte, Schwärme von 5 Steinen zehn Punkte und Schwärme von 6 Steinen 15 Punkte einbringen. Der Spieler, der die meisten Punkte bekommen hat, gewinnt das Spiel.

## Entwicklung und Rezeption
Das Spiel Aqualin wurde von dem italienischen Spieleautor Marcello Bertocchi als FeudaLink  entwickelt und gewann 2018 den zweiten Platz im italienischen Spieleautorenwettbewerb Premio Archimede. Es wurde 2020 von Kosmos Spiele in deutscher und in englischer Sprache veröffentlicht, im gleichen Jahr erschien es bei dem niederländischen Verlag 999 Games, 2021 übernahmen IELLO das Spiel auf Französisch und Zvezda auf Russisch.

## Belege
1. 1 2 3 4 5  Spieleanleitung Aqualin (Memento des Originals vom 23. Januar 2022 im Internet Archive)  Info: Der Archivlink wurde automatisch eingesetzt und noch nicht geprüft. Bitte prüfe Original- und Archivlink gemäß Anleitung und entferne dann diesen Hinweis., Kosmos 2020
2. ↑  Versionen von Aqualin in der Spieledatenbank BoardGameGeek (englisch); abgerufen am 23. Januar 2022.